# Keiji Fukuda (ingeniero naval)
Keiji Fukuda (福田 啓二 Fukuda Keiji?,  Imperio del Japón, 1 de diciembre de 1890-Japón, 29 de marzo de 1964) fue un ingeniero naval miembro del Departamento técnico (sección 4) de la Armada Imperial Japonesa, en la que alcanzó el rango de vicealmirante.

## Biografía
Fue responsable del diseño de los mayores acorazados jamás construidos, los Clase Yamato basados en el plan aprobado en marzo de 1937 por el alto mando llamado Plan No. A-140F6 y de la conversión del Shinano (1944), cuando aún tenía el rango de capitán de navío. Asimismo escribió un libro en el que detallaba los fundamentos del diseño de buques de guerra llamado Gunkan kihon keikaku shiryō.